# 徐寿增
徐寿增（1933年6月—），中国人民解放军和中国人民武装警察部队高级将领，山东淄博人。
徐寿增于1949年2月加入中国人民解放军，在淄川地方部队22团当战士。1949年4月淄川22团改为华东后备兵团1师3团，后改至华东军区淞沪吴淞要塞炮兵团6连担任通讯员。1950年9月要塞炮兵团改为海军要塞炮兵团，徐随之改为海军。1952年7月该部编入炮兵第65师，徐由通讯员又改任文书。
1953年6月，徐寿增随炮兵65师入朝作战，担任文化教员、政治处助理员。入朝参战不久即朝鲜停战。徐于1954年随部队回国。在朝鲜期间，徐寿增立三等功1次，2等功1次，并获朝鲜民主主义人民共和国二级战士荣誉勋章。回国后徐寿增升任副指导员。
1956年进入炮兵第五预备学校学习，1957年转入沈阳高射炮兵学校学习，1958年9月毕业，至炮兵67师任职。
1966年2月随部队进入越南，参加抗美援越战争，执行越南北部防空作战任务。同年11月轮换回国。随后在炮67师继续任职，1981年担任该师政治委员，1985年7月任北京军区政治部副主任。1990年1月任武警政委。1992年12月调任兰州军区副政委，1995年进入国防大学学习。1996年退役。